# Stenfelt
Stenfelt (dansk) eller Steinfeld (tysk) er en landsby og kommune beliggende i det sydlige Angel i Sydslesvig. Administrativt hører Stenfelt under Slesvig-Flensborg kreds i den tyske delstat Slesvig-Holsten. Kommunen samarbejder med nabokommunerne i Sønder Barup kommunefællesskab (Amt Süderbrarup). I kirkelig henseende hører Stenfelt under Ulsnæs Sogn. Sognet lå i den danske tid indtil 1864 i Slis Herred (Gottorp Amt, Sønderjylland).

## Geografi
Kommunen omfatter ved siden af selve by Stenfelt også landsbyer og bebyggelserne Blæsebjerg (Blasberg), Bredbølskov (Brebelholz), Hessel (Hesselholz), Hyholt (Hüholz), Høgmose (Höckmoos), Kalkær eller Kallekjær (Kalkjär), Krog (Krock), Smedeland (Schmedeland), Skovkær (Schukjär), Svinholt (Schwienholt), Trebjerg (Trerberg), Vakkerød (Wackerade) og Østerskov (Osterholz). Kommunen samarbejder med andre kommuner i Sønder Brarups kommunesammenslutning (Amt Süderbarup).

## Historie
Byen Stenfelt selv er første gang nævnt i historiske kilder i 1450 i Slesvig domkapitels skatteliste (Registrum capituli Slesvicensis). Efterleddet henføres til glda. fælla for et ryddet skovareal eller til fella (sml. engelsk field, vestgermansk: felþa, oldnordisk: fold) for mark.Stenfelt hørte endnu i 1658 under domkapitlet, hvorefter den kom til den danske konge. I 1777 blev byen del af Slis Herred i Slesvig amt. Byens brandgilde blev allerede etableret i 1614.
I Stenfelt er et større urnegravfelt fra jernalderen. Enkelte grav i byen dateres helt tilbage til yngre stenalder (fra cirka 4.200 f.Kr.). Desuden blev der fundet hedebymønter fra vikingetiden (fra cirka 900-950 e.Kr.). 
Mellem 1883 og 1972 var Stenfelt stationsby på kredsbanen mellem Kappel og Slesvig by. Den forhenværende danske skole i Stenfelt (Lyngbyskolen), beliggende i syd ved vejen til Ulsnæs, blev nedlagt i 1968. Skolen blev efter krigen opført af arkitekten Dahl. Som grundsten benyttedes en marmorsten fra Lyngby Rådhus.
På markerne syd for Krog og vest for Vakkerød lå tidligere en landsby ved navn Hemstrup (også Helmstrup). På stedet blev der blev senere fundet sølvmønter fra vikingetiden.